# Florian Dauphin
Florian Dauphin (* 6. April 1999 in Quimperlé) ist ein französischer Radrennfahrer, der auf der Straße aktiv ist.

## Sportlicher Werdegang
Nach dem Wechsel in die U23 fuhr Dauphin ab 2019 zunächst auf Vereinsebene. 2021 wurde im Mitglied beim VC Pays de Loudéac, dem Farmteam von B&B Hotels-KTM. Nachdem er 2021 und 2022 als Stagiaire eingesetzt worden war, sollte er zur Saison 2023 einen Vertrag beim UCI ProTeam erhalten. Nachdem das Team jedoch keine Lizenz erhalten hatte, musste Dauphin eine weitere Saison auf der Vereinsebene fahren und war mit sieben Siegen bei Rennen des nationalen Kalenders erfolgreich.
In der zweiten Saisonhälfte 2023 fuhr er als Stagiaire beim Team Arkéa-B&B Hotels. 2024 wurde er zunächst Mitglied im Development Team Arkéa-B&B Hôtels Continentale, jedoch nahm er mit dem Development Team nur an vier kleineren Rundfahrten teil, mehr als die Hälfte seine Renntage absolvierte er bereits mit dem UCI WorldTeam. Bei Kreiz Breizh Elites erzielte er mit einem Etappenerfolg und dem Gewinn der Gesamtwertung seine ersten Siege auf internationaler Ebene. Neben dem Straßenradsport gewann er das Rennen der UCI Gravel World Series in Millau.
Trotz einer erfolgreichen Saison 2024 mit Arkea wechselte Dauphin zur Folgesaison überraschend zum ProTeam TotalEnergies.

## Erfolge
2024
- Gesamtwertung und eine Etappe Kreiz Breizh Elites